# 포켓몬스터 소드·실드
《포켓몬스터 소드》 와 《포켓몬스터 실드》는 게임프리크가 개발하고 포켓몬 컴퍼니와 닌텐도가 배급한 2019년 롤플레잉 비디오 게임이다. 《포켓몬스터》 비디오 게임 시리즈의 8세대를 연 첫 작품이자 《포켓몬스터 레츠고! 피카츄·레츠고! 이브이》에 이어 닌텐도 스위치로 발매된 두 번째 본편 게임군이다. 시리즈 최초로 '익스팬션 패스'라는 이름으로 유료 다운로드 가능 컨텐츠를 도입해 2020년 6월 《갑옷의 외딴섬》, 2020년 10월 《왕관의 설원》 총 2개의 확장팩이 발매됐다. 2020년 11월 본편과 확장팩들이 모두 수록된 실물판이 발매됐다.
《소드·실드》는 2016년 《포켓몬스터 썬·문》의 제작을 마치자마자 계획된 작품으로서 그 계획이 제작의 단계까지 옮겨지기는 2017년 말부터였다. 2017년 E3에서 최초공개돼 2019년 11월 15일 출시되었다. 전작들처럼 포켓몬 트레이너가 포켓몬 챔피언이 되기까지의 여정을 다루며, 현실의 영국에 기하는 가라르지방이 무대이다. 주목표는 각 시티의 체육관 관장들을 모두 이긴 다음 포켓몬 리그 챔피언 단델을 이겨 그 자리를 계승하는 데 있으며, 그 와중에 플레이어는 가라르 리그에서 일어난 흉악한 음모를 맞닥뜨리게 된다. 본작에서는 81종의 새 포켓몬과 아울러 13종의 종래의 포켓몬의 리전 폼이 추가되었다. 더불어 포켓몬의 특정조건을 충족시켰을 시 그 크기를 커지게 할 수 있는 다이맥스, 거다이맥스는 다이맥스지만 일부 포켓몬에서는 그 모습마저 바꿔 버리는 거다이맥스, 자유시점 기능 및 협동 레이드 기능이 도입된 와일드에리어 등이 함께 추가되었다. 《썬•문》, 《레츠고! 피카츄·이브이》에서 벌써 소개됐던 지역적 변종과, 포켓몬의 오버월드에서의 돌아다님이 재현되어 있다. 확장팩에선 자신의 스타팅 포켓몬, 우라오스 (일격의 태세), 우라오스 (연격의 태세), 거북왕, 이상해꽃이 거다이맥스 하게 되고 《갑옷의 외딴섬》에서는 전설의 포켓몬 치고마, 우라오스가 출현하고 《왕관의 설원》에서는 전설의 포켓몬 버드렉스와 레지드래고, 레지에레키, 파이어, 프리져, 썬더, 블리자포스, 레이스포스가 출현한다.
게임 프리크는 《포켓몬스터 소드·실드》에서 전작들과는 달리 시리즈 포켓몬 전체를 포함하지 않고 일부 포켓몬만 등장시키는 결정을 내렸다. 이는 일부 플레이어 계층에서 부정적인 반응을 얻어 일명 "Dexit(포켓몬 도감 'Pokédex'와 브렉시트의 합성어)"라 불리는 보이콧 운동을 일으켰다. 발매 당시 《포켓몬스터 소드·실드》는 대체적으로 긍정적인 평가를 받았다. 포켓몬 디자인, 새로운 기능, 단순성, 자유로운 게임플레이, 경편화된 인카운터에 호평이 있었지만, 동시에 포켓몬 도감의 축소, 덜 된 게임 콘텐츠에서 혹평이 있었다. 2022년 3월 기준으로 전세계 판매량이 2427만 장으로 닌텐도 스위치 역사상 빨리 팔린 게임들의 순위권에 올랐으며, 《포켓몬스터》 비디오 게임 시리즈 사상 판매량 2위, 그리고 닌텐도 스위치 게임 사상 판매량 5위를 달성했다.

## 포켓몬

### 스타팅 포켓몬
- 풀타입: 흥나숭
- 불꽃타입: 염버니
- 물타입: 울머기

### 전설의 포켓몬
- (강철), 페어리타입: 자시안 (소드)
- (강철), 격투타입: 자마젠타 (실드)
- 독, 드래곤타입: 무한다이노 (소드, 실드)
- 격투타입: 치고마 (갑옷의 외딴섬)
- 격투, 악타입: 우라오스 (일격의 태세) (갑옷의 외딴섬)
- 격투, 물타입: 우라오스 (연격의 태세) (갑옷의 외딴섬)
- 풀, 에스퍼타입: 버드렉스 (왕관의 설원)
- 얼음타입: 블리자포스 (왕관의 설원)
- 고스트타입: 레이스포스 (왕관의 설원)
- 에스퍼, 얼음타입: 아이스 라이더 폼 버드렉스(왕관의 설원)
- 에스퍼, 고스트타입: 섀도우 라이더 폼 버드렉스(왕관의설원)
- 드래곤타입: 레지드래고 (왕관의 설원)
- 전기타입: 레지에레키 (왕관의 설원)
- 에스퍼, 비행타입: 프리져 (가라르의 모습) (왕관의 설원)
- 악, 비행타입:  파이어 (가라르의 모습) (왕관의 설원)
- 격투, 비행타입: 썬더 (가라르의 모습) (왕관의 설원)

이외에도 왕관의 설원에서 이전 세대 초전설 포켓몬들, 준전설 포켓몬, 울트라비스트들도 모두 얻을 수 있다.

### 환상의 포켓몬
- 풀, 악타입: 자루도
- 에스퍼타입: 뮤
- 강철, 에스퍼타입: 지라치
- 풀, 에스퍼타입: 세레비
- 불, 에스퍼타입: 비크티니
- 벌레, 강철타입: 게노세크트
- 격투, 물타입: 케르디오
- 불꽃, 물타입: 볼케니온
- 바위, 페어리타입: 디안시
- 격투, 고스트타입: 마샤도
- 전기타입: 제라오라
- 강철타입: 멜탄
- 강철타입: 멜메탈

여기서 4세대 환상의 포켓몬이 없는 이유는 이후에 4세대 리메이크 버전인 《브릴리언트 다이아몬드 샤이닝 펄》에서 나올 것으로 추측된다.

## 체육관
(소드)※다이맥스위주
- 풀 체육관: 아킬 - 백솜모카
- 물 체육관: 야청 - 갈가부기
- 불 체육관: 순무 - 다태우지네
- 격투 체육관: 채두 - 괴력몬
- 페어리 체육관: 비트 -브리무음(처음에는 포플러 -마휘핑)
- 바위 체육관: 마쿠와-석탄산
- 악 체육관: 두송(두송은 다이맥스를 사용하지 않는다.) - 스컹탱크(마리:오롱털)
- 드래곤 체육관: 금랑 - 두랄루돈

(실드)*다이맥스 위주
- 풀 체육관: 아킬 - 백솜모카
- 물 체육관: 야청 - 갈가부기
- 불 체육관: 순무 - 다태우지네
- 고스트 체육관: 어니언 - 팬텀
- 페어리 체육관: 비트 - 브리무음(처음에는 포플러 -마휘핑)
- 얼음 체육관: 멜론 - 라프라스
- 악 체육관: 두송(두송은 다이맥스를 사용하지 않는다.) - )(마리:오롱털)
- 드래곤 체육관: 금랑 - 두랄루돈

## 참조

### 주해
1. ↑  일본어: ポケットモンスター ソード, 영어: Pokémon Sword
2. ↑  일본어: ポケットモンスター シールド, 영어: Pokémon Shield